# Callajoppa flavinerva
Callajoppa flavinerva är en stekelart som först beskrevs av Cameron 1903.  Callajoppa flavinerva ingår i släktet Callajoppa och familjen brokparasitsteklar. Inga underarter finns listade.